# Monchiet
Monchiet je francouzská obec v departementu Pas-de-Calais v regionu Hauts-de-France. V roce 2014 zde žilo 96 obyvatel.

## Poloha obce
Sousední obce jsou: Bailleulval, Basseux, Beaumetz-lès-Loges, Gouy-en-Artois a Simencourt.

## Vývoj počtu obyvatel
Počet obyvatel